# 齋藤嘉臣
齋藤嘉臣（さいとう よしおみ、1976年 - ）は、日本の国際政治学者。京都大学大学院人間・環境学研究科 国際社会論分野教授。専門は外交史、冷戦史、国際政治学。

## 人物・来歴
福岡県生まれ。2000年神戸大学法学部法律学科卒業。2005年同大学院法学研究科博士課程修了、「冷戦構造の変容期における欧州国際政治 デタントをめぐるイギリスの外交政策、1964年-1975年」で博士（政治学）。2003年英国ウォーリック大学大学院修士課程政治国際学コース修了。2009年金沢大学人間社会研究域法学系准教授、2013年京都大学人間・環境学研究科准教授、2024年京都大学人間・環境学研究科教授。専門は国際政治学、イギリス外交史。

## 著書
単著
- 『冷戦変容とイギリス外交―デタントをめぐる欧州国際政治、1964‐1975年』（ミネルヴァ書房、2006年）
- 『文化浸透の冷戦史ーイギリスのプロパガンダと演劇性』（勁草書房、2013年）
- 『ジャズ・アンバサダーズー「アメリカ」の音楽外交史』（講談社選書メチエ、 2017年）
- The Global Politics of Jazz in the Twentieth Century: Cultural Diplomacy and "American Music" (London: Routledge 2019年)

共編著
- 『冷戦史を問いなおす－「冷戦」と「非冷戦」の境界』益田実,池田亮,青野利彦との共編著（ミネルヴァ書房、2015）
- 『デタントから新冷戦へ－グローバル化する世界と揺らぐ国際秩序』益田実,三宅康之との共編著（法律文化社、2022年）
- 『冷戦史－超大国米ソの成立からソ連崩壊まで』益田実との共編著（法律文化社、2024年）

共著
- 『政治と音楽－国際関係を動かす”ソフト・パワー”』半澤朝彦編（晃洋書房、2022年）
- 『世界歴史―冷戦と脱植民地化Ⅱ 20世紀後半』中野聡編（岩波書店、2023年）
- The Routledge Companion to Diasporic Jazz Studies,  Ádám Havas, Bruce Johnson, and David Horn (eds.) (London: Routledge 2024年)